# Montrezl Harrell
Montrezl Dashay Harrell, né le 26 janvier 1994 à Tarboro en Caroline du Nord, est un joueur américain de basket-ball évoluant au poste de pivot.
Au niveau universitaire, il remporte le titre NCAA avec les Cardinals de Louisville en 2013. Il est ensuite drafté en 32e position lors de la draft 2015 par les Rockets de Houston.
Lors de la saison 2019-2020, il est élu NBA Sixth Man of the Year.

## Carrière universitaire
En première année, avec les Cardinals de Louisville, Harrell cumule des moyennes de 5,7 points et 3,6 rebonds en 16,2 minutes par match. Il finit bien la saison, marquant 20 points lors de la victoire des Cardinals à Syracuse. Dans son rôle de remplaçant, Harrell contribue à l'obtention du titre NCAA en 2013.
À l'intersaison, le Sporting News sélectionne Harrell dans la l'équipe All-American Basketball de son magazine. Harrell reste pour sa seconde saison à Louisville au lieu d’opter pour la NBA.
Au cours de la saison 2014-2015, Harrell réalise des moyennes de 15,7 points et 9,2 rebonds par match et reçoit le Karl Malone Award.

## Carrière professionnelle

### Rockets de Houston (2015-2017)
Le 25 juin 2015, Harrell est sélectionné en 32e position par les Rockets de Houston lors de la draft NBA 2015 et le 19 septembre 2015, il signe un contrat de 3 ans avec ces derniers.
Il fait ses débuts le 28 octobre avec les Rockets dans la défaite face aux Nuggets de Denver (105-85) en inscrivant 8 points et en captant 3 rebonds. Deux jours plus tard il marque 17 points dans une nouvelle défaite face aux Warriors de Golden State. Il joue son premier match en tant que titulaire le 13 novembre 2015 face aux Nuggets de Denver. Au cours de sa saison rookie, il fait de multiples apparitions aux Vipers de Rio Grande Valley, l'équipe affiliée des Rockets au sein de la NBA D-League.
Le 30 décembre 2016, il bat son record de points en carrière avec 29 points dans une victoire 140-116 contre les Clippers de Los Angeles. Le 8 janvier 2017, il marque 28 points en 26 minutes, en sortie de banc, dans une victoire 129-122 contre les Raptors de Toronto.

### Clippers de Los Angeles (2017-2020)
Le 28 juin 2017, les Clippers de Los Angeles obtiennent Montrezl Harrell dans un échange où ce dernier arrive avec Patrick Beverley, Sam Dekker, Darrun Hilliard, DeAndre Liggins, Lou Williams et Kyle Wiltjer et un premier tour de draft 2018 en échange de Chris Paul qui part aux Rockets de Houston.
Le 24 juillet 2018, il re-signe avec les Clippers pour une durée de 2 ans.
Le 26 octobre 2018, il inscrit 30 points en sortie de banc, battant son record en carrière, dans une victoire 133-113 contre les Rockets. Le 25 février 2019, il réalise un nouveau record en carrière avec 32 points dans une victoire 121-112 contre les Mavericks de Dallas.
Le 4 septembre 2020, son apport en sortie de banc est récompensé par le trophée du meilleur sixième homme de la ligue, le NBA Sixth Man of the Year Award. Le trophée lui est remis par le double tenant du titre, Lou Williams, son coéquipier des Clippers.

### Lakers de Los Angeles (2020-2021)
À l'intersaison, il signe pour un contrat de 19 millions sur deux ans  avec les Lakers de Los Angeles.

### Wizards de Washington (2021-février 2022)
En juillet 2021, il est transféré aux Wizards de Washington en échange de Russell Westbrook et en compagnie de Kyle Kuzma et Kentavious Caldwell-Pope.

### Hornets de Charlotte (février-août 2022)
En février 2022, il est transféré aux Hornets de Charlotte en échange de Ish Smith et Vernon Carey Jr..

### 76ers de Philadelphie (2022-2023)
Début septembre 2022, il signe pour deux saisons aux 76ers de Philadelphie. En août 2023, Harrell se déchire le ligament croisé antérieur du genou droit et un disque articulaire. Son indisponibilité est estimée à 9 à 12 mois. Les Sixers licencient Harrell en octobre,.

### Adelaide 36ers (depuis 2024)
Après sa déchirure au genou droit, Harrell ne retrouve pas de place en NBA et part jouer en Australie pour les Adelaide 36ers en tant que remplaçant de Jarell Martin, blessé. Son contrat est prolongé jusqu'à la fin de la saison.

## Clubs successifs
- 2015-2017 :  Rockets de Houston (NBA)
- 2017-2020 :  Clippers de Los Angeles (NBA)
- 2020-2021 :  Lakers de Los Angeles (NBA)
- 2021-février 2022 :  Wizards de Washington (NBA)
- février 2022-août 2022 :  : Hornets de Charlotte (NBA)
- depuis 2022-octobre 2023 :  : 76ers de Philadelphie (NBA)

## Palmarès

### NBA
- NBA Sixth Man of the Year (2020)

### Universitaire
- Champion NCAA (2013)
- First-team All-ACC (2014)
- Karl Malone Award (2015)
- Second-team All-ACC (2015)

## Statistiques

### Universitaires
Les statistiques de Montrezl Harrell en matchs universitaires sont les suivantes :
| Saison    | Équipe     | Matchs | Titul. | Min./m | % Tir | % 3pts | % LF | Rbds/m. | Pass/m. | Int/m. | Ctr/m. | Pts/m. |
| --------- | ---------- | ------ | ------ | ------ | ----- | ------ | ---- | ------- | ------- | ------ | ------ | ------ |
| 2012-2013 | Louisville | 40     | 3      | 16,2   | 57,7  | 0,0    | 50,8 | 3,62    | 0,20    | 0,50   | 0,68   | 5,65   |
| 2013-2014 | Louisville | 37     | 37     | 29,3   | 60,9  | 66,7   | 46,4 | 8,41    | 1,22    | 1,03   | 1,32   | 14,03  |
| 2014-2015 | Louisville | 35     | 35     | 35,1   | 56,6  | 24,3   | 59,7 | 9,17    | 1,43    | 0,94   | 1,20   | 15,69  |
| Carrière  | Carrière   | 112    | 75     | 26,4   | 58,6  | 27,5   | 53,3 | 6,94    | 0,92    | 0,81   | 1,05   | 11,55  |

### Professionnelles

#### Saison régulière
| Sixième homme de l'année |

| Saison    | Équipe        | Matchs | Titul. | Min./m | % Tir | % 3pts | % LF | Rbds/m. | Pass/m. | Int/m. | Ctr/m. | Pts/m. |
| --------- | ------------- | ------ | ------ | ------ | ----- | ------ | ---- | ------- | ------- | ------ | ------ | ------ |
| 2015-2016 | Houston       | 39     | 1      | 9,7    | 64,4  | 0,0    | 52,2 | 1,67    | 0,44    | 0,28   | 0,28   | 3,59   |
| 2016-2017 | Houston       | 58     | 14     | 18,3   | 65,2  | 14,3   | 62,8 | 3,78    | 1,10    | 0,34   | 0,72   | 9,09   |
| 2017-2018 | L.A. Clippers | 76     | 3      | 17,0   | 63,5  | 14,3   | 62,6 | 4,04    | 0,97    | 0,47   | 0,72   | 11,00  |
| 2018-2019 | L.A. Clippers | 82     | 5      | 26,3   | 61,5  | 17,6   | 64,3 | 6,52    | 1,98    | 0,87   | 1,34   | 16,60  |
| 2019-2020 | L.A. Clippers | 63     | 2      | 27,8   | 58,0  | 0,0    | 65,8 | 7,06    | 1,70    | 0,62   | 1,14   | 18,62  |
| 2020-2021 | L.A. Lakers   | 69     | 1      | 22,9   | 62,2  | 0,0    | 70,7 | 6,20    | 1,06    | 0,67   | 0,71   | 13,49  |
| 2021-2022 | Washington    | 46     | 3      | 24,3   | 64,5  | 26,7   | 72,7 | 6,70    | 2,10    | 0,40   | 0,70   | 14,10  |
| 2021-2022 | Charlotte     | 25     | 0      | 21,0   | 64,5  | 0,0    | 69,2 | 4,90    | 2,00    | 0,40   | 0,50   | 11,40  |
| Carrière  | Carrière      | 458    | 29     | 21,5   | 62,0  | 11,7   | 66,2 | 5,30    | 1,40    | 0,60   | 0,80   | 12,90  |

#### Playoffs
| Saison   | Équipe        | Matchs | Titul. | Min./m | % Tir | % 3pts | % LF | Rbds/m. | Pass/m. | Int/m. | Ctr/m. | Pts/m. |
| -------- | ------------- | ------ | ------ | ------ | ----- | ------ | ---- | ------- | ------- | ------ | ------ | ------ |
| 2016     | Houston       | 2      | 0      | 5,8    | 33,3  | 0,0    | 50,0 | 1,00    | 0,00    | 0,00   | 0,00   | 1,50   |
| 2017     | Houston       | 5      | 0      | 4,2    | 33,3  | -      | 50,0 | 1,20    | 0,40    | 0,00   | 0,00   | 1,00   |
| 2019     | L.A. Clippers | 6      | 0      | 26,3   | 73,0  | 0,0    | 69,2 | 5,50    | 2,17    | 0,50   | 0,67   | 18,33  |
| 2020     | L.A. Clippers | 13     | 0      | 18,7   | 57,3  | 20,0   | 60,3 | 2,92    | 0,38    | 0,38   | 0,54   | 10,46  |
| 2021     | L.A. Lakers   | 4      | 0      | 9,8    | 57,1  | 0,0    | 77,8 | 2,50    | 0,00    | 0,50   | 0,00   | 5,75   |
| Carrière | Carrière      | 30     | 0      | 15,8   | 62,4  | 14,3   | 63,1 | 2,97    | 0,67    | 0,33   | 0,37   | 9,23   |

## Records sur une rencontre en NBA
Les records personnels de Montrezl Harrell en NBA sont les suivants, :
| Type de statistique        | Saison régulière | Saison régulière      | Saison régulière  | Playoffs | Playoffs                   | Playoffs      |
| Type de statistique        | Record           | Adversaire            | Date              | Record   | Adversaire                 | Date          |
| -------------------------- | ---------------- | --------------------- | ----------------- | -------- | -------------------------- | ------------- |
| Points                     | 34               | 3 fois                | 3 fois            | 26       | @ Warriors de Golden State | 13 avril 2019 |
| Paniers marqués            | 14               | Mavericks de Dallas   | 25 février 2019   | 11       | 2 fois                     | 2 fois        |
| Paniers tentés             | 25               | Bucks de Milwaukee    | 6 novembre 2019   | 15       | @ Warriors de Golden State | 13 avril 2019 |
| Paniers à 3 points réussis | 1                | 9 fois                | 9 fois            | 1        | Mavericks de Dallas        | 25 août 2020  |
| Paniers à 3 points tentés  | 3                | 2 fois                | 2 fois            | 2        | 2 fois                     | 2 fois        |
| Lancers francs réussis     | 15               | @ Hawks d'Atlanta     | 19 novembre 2018  | 7        | 2 fois                     | 2 fois        |
| Lancers francs tentés      | 18               | @ Hawks d'Atlanta     | 19 novembre 2018  | 10       | 2 fois                     | 2 fois        |
| Rebonds offensifs          | 8                | 2 fois                | 2 fois            | 5        | Warriors de Golden State   | 26 avril 2019 |
| Rebonds défensifs          | 12               | Wizards de Washington | 1er décembre 2019 | 9        | 2 fois                     | 2 fois        |
| Rebonds totaux             | 18               | Hornets de Charlotte  | 22 novembre 2021  | 11       | Mavericks de Dallas        | 25 août 2020  |
| Passes décisives           | 7                | @ Magic d'Orlando     | 13 novembre 2021  | 4        | Warriors de Golden State   | 21 avril 2019 |
| Interceptions              | 5                | @ Hawks d'Atlanta     | 19 novembre 2018  | 2        | 4 fois                     | 4 fois        |
| Contres                    | 5                | 2 fois                | 2 fois            | 3        | @ Mavericks de Dallas      | 23 août 2020  |
| Balles perdues             | 6                | 2 fois                | 2 fois            | 2        | 8 fois                     | 8 fois        |
| Minutes jouées             | 44               | @ Celtics de Boston   | 13 février 2020   | 33       | @ Warriors de Golden State | 15 avril 2019 |

- Double-double : 49 (dont 2 en playoffs)
- Triple-double : 0

Dernière mise à jour : 17 août 2022